# Östtyskland i olympiska vinterspelen 1980
Östtyskland deltog med 53 deltagare vid de olympiska vinterspelen 1980 i Lake Placid. Totalt vann de nio guldmedaljer, sju silvermedaljer och sju bronsmedaljer.

## Medaljer

### Guld
- Meinhard Nehmer, Bogdan Musiol, Bernhard Germeshausen och Hans-Jürgen Gerhardt - Bob, fyrmanna
- Frank Ullrich - Skidskytte, 10 kilometer
- Barbara Petzold - Längdskidåkning, 10 kilometer
- Barbara Petzold, Marlies Rostock, Carola Anding och Veronika Schmidt - Längdskidåkning, 4 x 5 kilometer
- Anett Pötzsch - Konståkning
- Bernhard Glass - Rodel
- Hans Rinn och Norbert Hahn - Rodel
- Ulrich Wehling - Nordisk kombination
- Karin Enke - Skridskor, 500 meter

### Silver
- Hans-Jürgen Gerhardt och Bernhard Germeshausen - Bob, tvåmanna
- Mathias Jung, Klaus Siebert, Frank Ullrich och Eberhard Rösch - Skidskytte
- Frank Ullrich - Skidskytte, 20 kilometer
- Jan Hoffmann - Konståkning
- Melitta Sollmann - Rodel
- Sabine Becker - Skridskor, 3 000 meter
- Manfred Deckert - Backhoppning

### Brons
- Bogdan Musiol och Meinhard Nehmer - Bob, tvåmanna
- Horst Schönau, Roland Wetzig, Detlef Richter och Andreas Kirchner - Bob, fyrmanna
- Eberhard Rösch - Skidskytte
- Manuela Mager och Uwe Bewersdorff - Konståkning, par
- Konrad Winkler - Nordisk kombination
- Sylvia Albrecht - Skridskor, 1 000 meter
- Sabine Becker - Skridskor, 1 500 meter